# Bùi Tịch
Bùi Tịch (chữ Hán: 裴寂; 570-632) tự là Huyền Chân (玄真), người Bồ Châu huyện Tang Tuyền (nay là tỉnh Sơn Tây, địa cấp thị Vận Thành, huyện Lâm Y), xuất thân từ Bùi thị ở Hà Đông. Ông là tể tướng thời Đường Cao Tổ: từ Vũ Đức năm đầu (618) đến năm thứ 6 (623) làm thượng thư hữu phó xạ, từ năm thứ 6 đến tháng 1 năm thứ 9 (626) làm thượng thư tả phó xạ. Ông được xem là một người góp công lớn trong việc xây dựng nên cơ nghiệp nhà Đường, khi Lý Uyên vị vua khai sáng nên nhà Đường những năm cuối thế kỉ thứ 5.
Lý Uyên đã lập ra nhà Đường nhưng chỉ cai trị trong vài năm trước khi phải nhường lại quyền lực cho con thứ là Lý Thế Dân, người sau này là vua Đường Thái Tông. Sau khi thống nhất giang sơn Bùi Tịch được giữ những chức vụ quan trọng trong triều đình góp phần xây dựng nên nhà Đường thịnh vượng trong lịch sử Trung Hoa.

## Cuộc đời
Tổ phụ là Bùi Dung, phụ thân là Bùi Hiếu Du. Thuở nhỏ ông đã mất cha, do huynh trưởng nuôi dưỡng. Lúc 14 tuổi, được bổ làm quận chủ bộ. Những năm Khai Hoàng triều Tùy, được điều làm tả thân vệ. Đến những năm Đại Nghiệp thời Tùy Dương Đế, làm ty hộ tham quân Tề Châu, sau nhậm chức thị ngự sử, giá bộ thừa vụ lang, phó giám Tấn Dương cung.
Năm thứ 13 Đại Nghiệp (617), quân phản Tùy nổi dậy, ở Giang Đô Tùy Dương đế bổ nhiệm Lý Uyên làm lưu thủ Thái Nguyên. Bùi Tịch với Lý Uyên đã sớm quen biết, hai người ngày đêm tiệc tùng, càng thêm thân mật. Con trai thứ hai của Lý Uyên là Lý Thế Dân cùng huyện lệnh Tấn Dương Lưu Văn Tĩnh mưu đồ bí mật khởi binh. Mưu đồ đã định, nhờ Bùi Tịch đi thuyết phục Lý Uyên. Ông nói với Lý Uyên: "Nay khắp thiên hạ đều là kẻ trộm, ngoài thành đều là chiến trường, dù tuân theo nghĩa vụ vẫn không thoát chết. Chi bằng cử nghĩa quân, không chỉ miễn họa, lại có thể lập đại công.". Thế là Lý Uyên quyết định khởi binh. Bùi Tịch lập tức hiến 500 cung nữ, 900 vạn hộc gạo, 5 vạn tấm lụa, 40 vạn bộ áo giáp để dùng trong quân. Sau đó Lý Uyên lập phủ Đại tướng quân, Bùi Tịch làm trưởng sử, phong Văn Hỉ huyện công. Sau khi đánh hạ Trường An, chuyển thành trưởng sử phủ Đại thừa tướng, phong Ngụy quốc công, thực ấp 3000 hộ.
Sau đó, Tùy Dương đế bị giết ở Giang Đô, Bùi Tịch lại tích cực trợ giúp Lý Uyên thụ thiện xưng đế, người gọi là Đường Cao Tổ. Sau khi Lý Uyên lên ngôi, nói với Bùi Tịch: "Người giúp cho ta đến tận nơi này, là ngài." Bái làm thượng thư hữu phó xạ, ban thưởng ngự thiện. Đường Cao Tổ từng có chiếu thư nói: 3 người Tần Vương Lý Thế Dân cùng Bùi Tịch, Lưu Văn Tĩnh là công thần đồng mưu từ lúc ở Thái Nguyên, "Đặc thứ nhị tử" (đặc xá tội chết 2 lần).
Năm thứ 2 Vũ Đức (619), Lưu Vũ Chu tiến công Thái Nguyên, Bùi Tịch xung phong nhận việc, được phong làm hành quân tổng quản Tấn Châu đạo tiến đến đánh giặc, thế nhưng bị đại bại, sau đó bị Lý Uyên triệu hồi, giam lại. Thế nhưng không bao lâu lại thả, đãi ngộ như cũ. Năm thứ 4 Vũ Đức (621), Triệu Vương Lý Nguyên Cảnh xin cưới con gái Bùi Tịch làm phi. Năm thứ 6 (623), dời làm thượng thư tả phó xạ, ban thưởng yến ở điện Hàm Chương. Bùi Tịch không muốn cuốn vào trong đấu tranh quyền lực ngày càng kịch liệt bèn xin Cao Tổ "ban hài cốt", muốn cáo quan về vườn khi sự nghiệp đang lên. Lý Uyê cực lực giữ lại, nước mắt ướt vạt áo, nói: "Vẫn chưa được, muốn sống đến già cùng ngươi. Ngài làm tông thần, ta làm thái thượng hoàng, tiêu dao tuổi già, cũng là việc tốt!" Năm thứ 9 Vũ Đức (626), sắc phong tư không, thực phong 500 hộ, phái thượng thư viên ngoại lang mỗi ngày đến trực phủ Bùi Tịch.
Năm đầu Trinh Quán (627), tăng thêm thực phong 1500 hộ. Năm thứ 2 Trinh Quán (628), Đường Thái Tông đi Nam Giao tế tự, lệnh Bùi Tịch cùng Trưởng Tôn Vô Kỵ cùng đi lên kim lộ. Bùi Tịch khước từ, Thái Tông nói: "Dựa vào ngài có công tá mệnh, Vô Kỵ cũng hết lòng với trẫm, ngồi cùng nhau, không phải ngài thì lại là người nào?" Bèn ngồi cùng mà về. Sau đó không lâu, bởi vì liên lụy án của tăng nhân Pháp Nhã mà bị miễn quan, tước đi một nửa ấp phong, trục xuất về quê cũ. Bùi Tịch dâng thư thỉnh cầu ở lại kinh sự, Đường Thái Tông nói: "Công huân tính ra tầm thường, không đến mức đó, ân trạch nhận được đặc biệt xếp thứ nhất. Vì niệm tình cũ, không thể thẳng tay, về quét dọn phần mộ, sao lại từ chối?". Bùi Tịch không còn cách nào, phải trở về quê quán Bồ Châu. Không lâu sau, một cuồng nhân ở Phần Âm nói với gia nô của Bùi Tịch: "Bùi công có thiên phú." Bùi Tịch nghe được, cực kỳ sợ hãi, không dám báo lên, ngược lại giết người diệt khẩu. Sau đó sự việc bại lộ, bị lưu đày đi Tĩnh Châu.
Năm thứ 6 Trinh Quán, Sơn Khương ở Tĩnh Châu nổi loạn, lúc đầu có người hoài nghi Bùi Tịch sẽ bị người Khương bức bách tham gia phản loạn, nhưng Đường Thái Tông lại tin tưởng Bùi Tịch chịu nặng ơn nước sẽ không làm việc này. Không lâu sau quả nhiên nghe nói Bùi Tịch suất gia đồng đánh dẹp phản loạn. Đường Thái Tông niệm tình Bùi Tịch có "tá mệnh chi công" hạ chiếu cho về triều, nhưng ông cũng vừa nhiễm bệnh, mất trên đường về kinh. Khi đó 60 tuổi. Được truy tặng thứ sử Tương Châu, thượng thư công bộ, Hà Đông quận công.

## Chuyện ngoài lề
Lý đại sư thời trẻ ở Trường An từng bói một quẻ cát hung sau khi làm quan, gặp một người thầy bói họ Sử bèn nhờ hắn xem bói. Lúc đó đường huynh của Lý đại sư Lý Tử Đồng, muội phụ Trịnh Sư Vạn, Bùi Tịch lấy thân phận túc vệ chuyển sang văn chức. Mỗi người đều nhờ thầy bói xem chức quan ngày đó cùng chức quan tương lai có thể đạt tới. Sử sinh nói: "Bùi Tịch cùng anh em họ Lý đều y theo tư lịch mà được dùng, nhưng sau này Bùi Tịch sẽ làm quan đến vị trí tam công tể phụ. Trịnh Sư Vạn năm nay sẽ bị hư tổn rồi về nhà, năm sau tư lịch lại không được đánh giá." Sử sinh lại chỉ vào Lý Đại Sư nói: "Tài ba của ngài mặc dù không kém Triệu Nguyên Thúc, chỉ e vận mệnh cũng giống như hắn." Sử sinh còn nói Lý Tử Đồng không có khả năng làm quan lớn. Lúc đó đệ đệ Lý Đại Sư cũng muốn được tiến cử làm quan, bèn hỏi Sử sinh việc cát hung. Sử sinh nói: "Người trẻ tuổi này mặc dù không có cách nào địch nổi Bùi quân, nhưng cũng sẽ làm đến thủ trưởng địa phương." Sau đó Lý Đại Sư, Lý Tử Đồng, Bùi Tịch đều được bổ nhiệm làm quan châu tá dựa theo tư lịch. Trịnh Sư Vạn năm đó lại gặp sai lầm, năm sau triều đình lại không đánh giá dựa vào tư lịch thời Bắc Tề, cuối cùng làm quan đến huyện úy Tân Đô Ích Châu. Năm đầu Vũ Đức, Bùi Tịch đảm nhiệm thượng thư tả phó xạ, phong Ngụy quốc công. Đến lúc đó Lý Đại Sư một mình tự cười nói: "Sử sinh đến giờ đã ứng nghiệm."

## Con cháu
- Con thứ hai: Bùi Luật Sư, thừa kế tước Hà Đông quận công, làm quan đến thứ sử Biện Châu
  - Bùi Thừa Tiên, thời Vũ Hậu làm điện trung giám, bị ác quan giết chết.
  - Bùi Thừa Quang, kiểm giáo tả Vũ Lâm quân tướng quân, Thành quốc công
  - Bùi Thừa Lộc, Hữu Thanh đạo suất, Hà Đông công
    - Cháu: Bùi Cảnh Tiên, thời Huyền Tông làm tri châu Vũ Cường huyện
- Con: Bùi Pháp Sư, tướng quân, Văn Hỉ công.
- Con gái: Bùi thị, gả cho Lý Nguyên Cảnh.
- Con gái: Bùi thị, gả Hoàng Phủ Văn Phòng